# 阿瓜拉格山脈
阿瓜拉格山脈（西班牙語：Serranía del Aguaragüe），是玻利維亞的山脈，位於該國南部塔里哈省，屬於安第斯山脈中玻利維亞東部山脈的一部分，大部分地區無人居住。
21°23′S 63°36′W / 21.383°S 63.600°W